# Štefan Matlák
Štefan Matlák (Pozsony, 1934. február 6. – Pozsony, 2003. április 12.) olimpiai ezüstérmes csehszlovák válogatott szlovák labdarúgó, középpályás.

## Pályafutása

### Klubcsapatban
1953 és 1966 között a ČH Bratislava labdarúgója volt. Tagja volt az 1958–59-es csehszlovák bajnok együttesnek.

### A válogatottban
1959 és 1964 között három alkalommal szerepelt a csehszlovák válogatottban és egy gólt szerzett. 1962 és 1964 között hét alkalommal játszott a csehszlovák olimpiai válogatottban és két gólt szerzett. Tagja volt az 1964-es tokiói olimpiai játékokon ezüstérmes csapatnak.

## Sikerei, díjai
Csehszlovákia
- Olimpiai játékok
  - ezüstérmes: 1964, Tokió

 ČH Bratislava
- Csehszlovák bajnokság
  - bajnok: 1958–59
  - 2.: 1960–61